# ホープマンズ
ホープマンズは日本のお笑いコンビ。吉本興業東京本社所属。

## 概要
- 東京NSC18期生出身。2017年に結成。結成当初は「さかえ」というコンビ名だったが、翌年「ホープマンズ」に改名。
- 漫才を主としており、ネタによりボケとツッコミが入れ替わる。

## メンバー
森川やるしかねぇ（もりかわ やるしかねぇ、本名：森川涼太（もりかわ りょうた）、1993年10月6日（31歳）
- 立ち位置は向かって右。
- 茨城県水戸市出身、血液型B型、身長175cm、体重57kg。茨城県立勝田工業高等学校硬式野球部OBで、主将を務めていた。
- 2016年2月までは現：レインボーのジャンボたかお（実方孝生）と「感動ピスト」というコンビを組んでおり、NSC18期を首席で卒業。
- 趣味は野球。伊集院光率いる草野球チーム「ビッグ・アスホールズ」と、おばたのお兄さん率いる「GATTIN」に所属。
- 2014年に結婚。同年、第一子が誕生している。育児生活を記録したYouTubeチャンネルとInstagramアカウントを持っている。

樽見ありがてぇ（たるみ ありがてぇ、本名：樽見知大（たるみ ちひろ）、1990年2月19日（35歳）
- 立ち位置は向かって左。
- 愛知県名古屋市出身、血液型B型、身長159cm、体重65kg。
- 2016年12月までは「ひらきっぱなし」というコンビで活動。
- 趣味は映画鑑賞。特技はモノマネ・歌。演技も得意でドラマにも出演経験がある。

## 出演
- 中居正広の身になる図書館(テレビ朝日) (2016年4月26日) (森川のみ)
- 有吉ジャポン(TBS) (2016年11月12日) (森川のみ)
- 内村てらす(日本テレビ) (2017年4月7日) (森川のみ)
- 一夜づけ(テレビ東京) (2017年12月25日)
- 大好き！にいがた！ここで働かせてください！(NST) (2018年1月19日) (森川のみ)
- 西東さん(中京テレビ) (2018年2月24日)
- 冗談騎士(BSフジ) (2018年6月6日) (森川のみ)
- ウチのガヤがすみません!(日本テレビ) (2018年11月20日)
- 無料屋(テレビ朝日) (2019年6月28日)
- Nスタ(TBS) (2020年5月8日)(森川のみ)
- オスカル！はなきんリサーチ(テレビ朝日)(2020年8月8日)(森川のみ)
- 華丸大吉&千鳥のテッパンいただきます！(フジテレビ)(2020年8月11日)(森川のみ)
- パパジャニWEST(TBS)(2020年8月18日)(森川のみ)
- Mr.サンデー(フジテレビ・関西テレビ)(2020年11月22日)(森川のみ)

## 単独ライブ
- ホープマンズ初単独ライブ「あいつを笑かしてぇ」(2019年8月15日、ヨシモト∞ホール)